# Meczet w Studziance
Meczet w Studziance – nieistniejący już meczet.
Wzniesiony jako najmłodszy w 1817 roku. Kształt nawiązywał do meczetu w Bohonikach. Meczet posiadał sygnaturkę. Został spalony przez wycofujące się wojska rosyjskie w 1915 roku.